# Bernice Lapp
Bernice Lapp   (North Plainfield, 11 de setembre de 1917 - Edison, 8 de setembre de 2010), de casada Bernice Squier, va ser una nedadora estatunidenca que va competir durant la dècada de 1930.
El 1936 va prendre part en els Jocs Olímpics de Berlín, on disputà dues proves del programa de natació. Guanyà la medalla de bronze en la competició dels 4×100 metres lliures formant equip amb Katherine Rawls, Mavis Freeman i Olive McKean, mentre en els 100 metres lliures quedà eliminada en semifinals.